# Elliptorhina lefeuvri
Elliptorhina lefeuvri är en kackerlacksart som beskrevs av van Herrewege 1973. Elliptorhina lefeuvri ingår i släktet Elliptorhina och familjen jättekackerlackor. Inga underarter finns listade i Catalogue of Life.